# Sylvia Vrethammar
Sylvia Vrethammar (geboren op 22 augustus 1945) is een Zweedse zangeres, afkomstig uit Uddevalla, die ook internationaal actief is.

## Jeugd en opleiding
Sylvia Vrethammars vader Harald was onderwijzer. Reeds als kind wilde ze concertpianiste worden. Onder Astrid Berwald nam ze later aan Richard Anderssons muziekschool in Stockholm pianoles, die ze vervolgde aan de Koninklijke Zweedse Muziekacademie. In plaats van haar pianostudie te beëindigen, besloot ze om te studeren voor pedagogisch werkster. Daarnaast nam ze deel aan amateur-muziekconcoursen.

## Carrière
In 1967 begon haar carrière bij het Rune Öfwerman Trio. In het daaropvolgende jaar had ze haar eerste tv-optreden. In 1969 verscheen haar eerste album Tycker om dej, welk titellied zich succesvol in de Zweedse hitparade kon plaatsen. Het album bevatte ook het nummer En lärling på våran gård, een coverversie van Dusty Springfields toptien hit Son of a Preacher Man.
Sylvia begon al te zingen op 16-jarige leeftijd, maar haar carrière kwam pas echt van de grond toen ze opgemerkt werd door televisie-entertainer Lennart Hyland in 1969. Hij maakte van Sylvia zijn copresentatrice in zijn programma Hylands Hörna. In 1969 was ze nog achtergrondzangeres in de liedjeswedstrijd Melodifestivalen. In de volgende jaren zou ze zelf ook deelnemen, maar zonder succes.
In hetzelfde jaar trad ze op bij het internationale songfestival in Rio de Janeiro en tourde ze met de Braziliaanse samba-muzikanten Trio Pandeiros De Ouro succesvol door heel Scandinavië. In 1973 verscheen onder haar voornaam Sylvia haar succesvolste single Eviva España/Y Viva Espania (1971), een populaire zomerhit, waarmee reeds de Belgische zangeres Samantha, de Noorse zangeres Gro Anita Schønn en Manolo Escobar successen boekten. De Engelse versie verkocht zich meer dan een miljoen maal en scoorde in 1974 een vierde plaats in de Britse singlecharts in 39 ononderbroken weken, waarvoor een vermelding volgde in het Guinness Book of Records. In de late zomer van 1975 verscheen de opvolgende single Hasta la vista, die zich op de 38e plaats nestelde in de Britse singlecharts. Vanaf het midden van de jaren 70 trad ze op bij de Westduitse televisie, zoals in 1974 bij de reeks Hit-Journal en in de ZDF-Hitparade. In 1977 werkte ze mee in de tv-film Ein Sommernachtsball van Ekkehard Böhmer. Ook in Nederland, de Sovjet-Unie en de Verenigde Staten kon ze haar carrière verwezenlijken. In 1969 was ze nog achtergrondzangeres in de liedjeswedstrijd Melodifestivalen, de Zweedse voorronden voor het Eurovisiesongfestival, daarna nam ze zelf nog vijf keer deel aan het festival, ten laatste in 2002 met het lied Hon är en annan nu en in 2013 met Trivialitet. In de laatste jaren werkte ze samen met jazz-pianist Jan Lundgren en zijn trio, waarmee het in 2006 opgenomen album Champagne ontstond in Vrethammars woonkamer. In 2010 zong ze op het album Svenska Tjejer van Kristian Anttila het lied Magdalena (Livet före Döden).

## Privéleven
Vrethammar was getrouwd met de muzikant Rune Öfwerman en woont tegenwoordig met haar echtgenoot en producer Alexander Gietz, de zoon van haar eerste producer Heinz Gietz, in Lohmar. Ze heeft een volwassen dochter.

## Discografie
- 1969 – Tycker om dej
- 1970 – Sylvia
- 1971 – Dansa samba med mej
- 1972 – Gamla stan
- 1973 – Jag sjunger för dej
- 1973 – Eviva España
- 1974 – Sylvia & Göran på Nya Bacchi (met Göran Fristorp)
- 1975 – Stardust & Sunshine
- 1976 – Sombody loves you
- 1977 – Mach das nochmal
- 1977 – Leenden i regn
- 1979 – Chateau Sylvia
- 1980 – In Goodmansland
- 1985 – Rio de Janeiro blue
- 1990 – Öppna dina ögon
- 1992 – Ricardo
- 1999 – Best of Sylvia
- 2002 – Faller för dig
- 2005 – Sommar! Samba! Sylvia!
- 2006 – Champagne